# گالینه (گمینا بارتوشتسه)
گالینه (به لهستانی:  Galiny) یک روستا در لهستان است که در گمینا بارتوشتسه واقع شده‌است. گالینه  ۹۱۰ نفر جمعیت دارد.